# Caurinus dectes
Caurinus dectes är en näbbsländeart som beskrevs av Russell 1979. Caurinus dectes ingår i släktet Caurinus och familjen snösländor. Inga underarter finns listade i Catalogue of Life.